# Weiler-la-Tour
Weiler-la-Tour är en kommun och en liten stad i södra Luxemburg.   Den ligger i kantonen Luxembourg och distriktet Luxemburg, i den södra delen av landet, 9 kilometer sydost om huvudstaden Luxemburg. Antalet invånare är 2 120. Arean är 17,1 kvadratkilometer.
Terrängen i Weiler-la-Tour är platt.

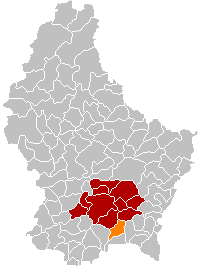
Weiler-la-Tour markerad med orange i karta över Luxemburg

Trakten runt Weiler-la-Tour består till största delen av jordbruksmark. Runt Weiler-la-Tour är det ganska tätbefolkat, med 93 invånare per kvadratkilometer.